# Tipula (Lunatipula) luebenauorum
Tipula (Lunatipula) luebenauorum is een tweevleugelige uit de familie langpootmuggen (Tipulidae). De soort komt voor in het Palearctisch gebied.